# Pierino Favalli
Pierino Favalli (Zanengo, 1 de maio de 1914 - Cremona, 16 de maio de 1986) foi um ciclista italiano que foi profissional entre 1937 e 1946.
Durante sua corrida profissional conseguiu 12 vitórias, entre elas uma Milão-Sanremo e uma etapa ao Giro d'Italia.

## Palmarés
- 1937
  - Coppa San Geo

- 1938
  - Milano-Torino
  - Giro da Romagna
  - Giro da Província de Milão, com Gino Bartali

- 1939
  - Milano-Torino
  - Giro da Província de Milão, com Gino Bartali

- 1940
  - Milano-Torino
  - Giro da Província de Milão, com Gino Bartali
  - 1 etapa do Giro d'Italia

- 1941
  - Milão-Sanremo

- 1942
  - Giro da Província de Milão, com Gino Bartali
  - Giro dei Campania
  - Giro do Veneto

## Resultados nas grandes voltas
| Corrida            | 1936 | 1937 | 1938 | 1939 | 1940 | 1941 | 1942 | 1943 | 1944 | 1945 | 1946 |
| ------------------ | ---- | ---- | ---- | ---- | ---- | ---- | ---- | ---- | ---- | ---- | ---- |
| Giro d'Italia      | -    | Ab.  | -    | Ab.  | Ab.  | X    | X    | X    | X    | X    | -    |
| Tour de France     | -    | -    | -    | -    | X    | X    | X    | X    | X    | X    | X    |
| Volta a Espanha    | -    | X    | X    | X    | X    | -    | -    | X    | X    | -    | -    |
| Mundial em Estrada | -    | -    | -    | X    | X    | X    | X    | X    | X    | X    | -    |